# Navahó Homokkő
A Navahó Homokkő geológiai formáció a Glen Canyon csoportban, mely a Colorado-fennsík részeként kiterjed a következő USA-tagállamok területére: Nevada, Észak-Arizona, Északnyugat-Colorado, Utah.
A Navahó Homokkő különösen szembetűnő Utah déli részén, ahol számos nemzeti park fő látványosságát adja: Red Rock Canyon National Conservation Area, Zion Nemzeti Park, Capitol Reef National Park, Glen Canyon National Recreation Area, Grand Staircase-Escalante National Monument és a Canyonlands Nemzeti Park.
A Navahó Homokkő gyakran előfordul a szintén a Glen Canyon csoportban található Kayenta-formáció és a Wingate homokkő felett is. Ez a három formáció együtt egy nagy függőleges sziklaformációt eredményez, mely akár 670 méter magasságig nyúlhat.

## Képgaléria

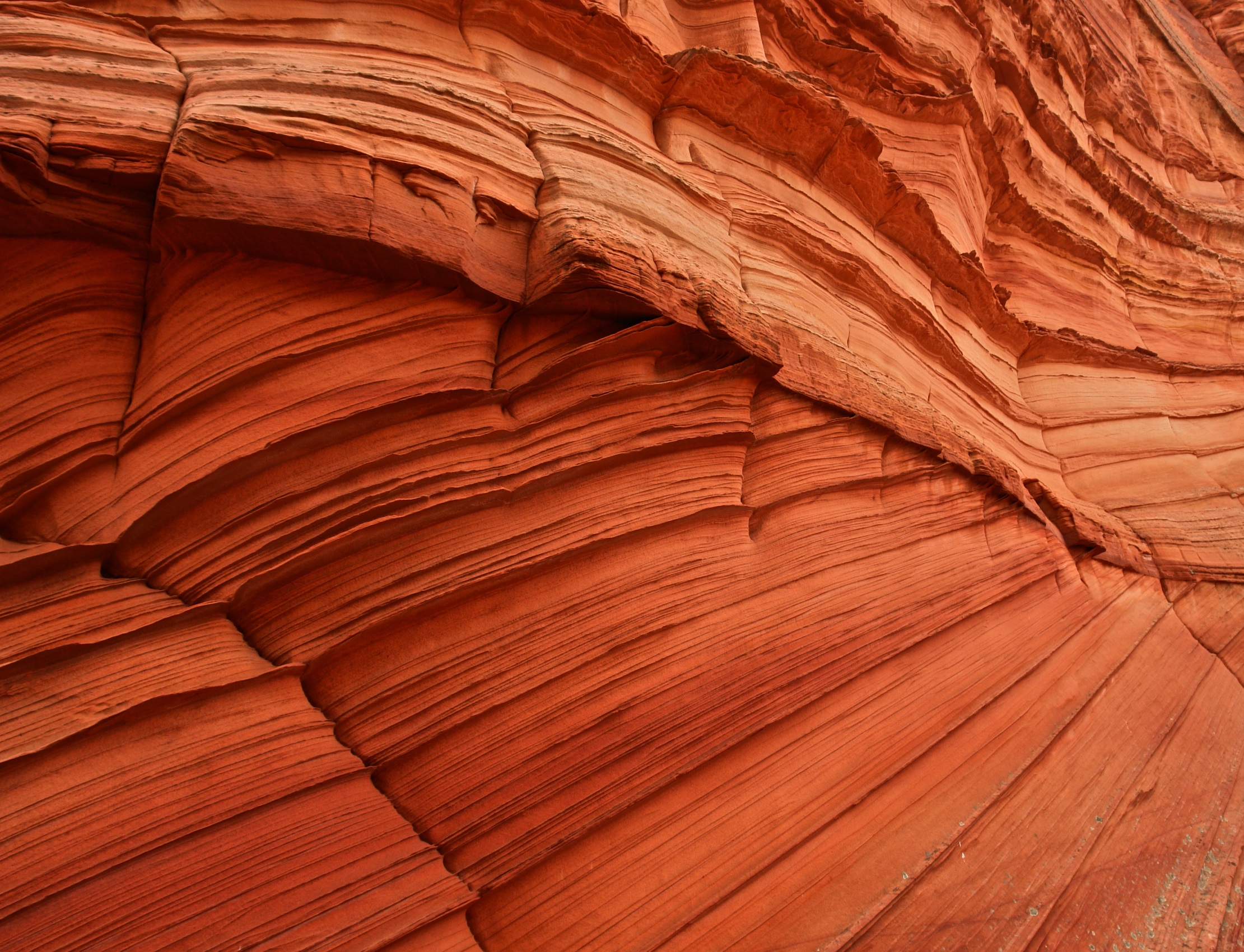
The Wave, részlet

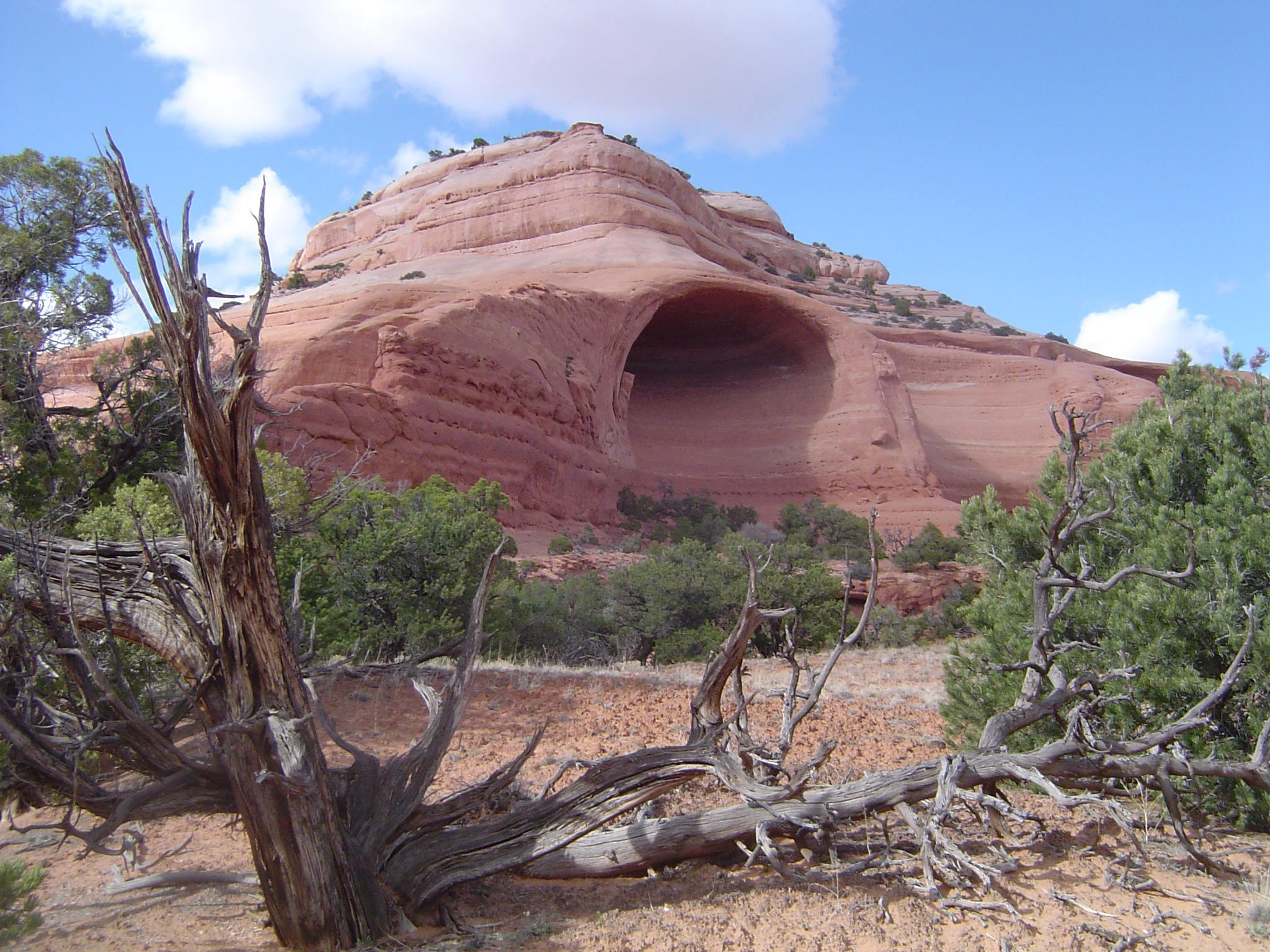
Alcove, Moab mellett

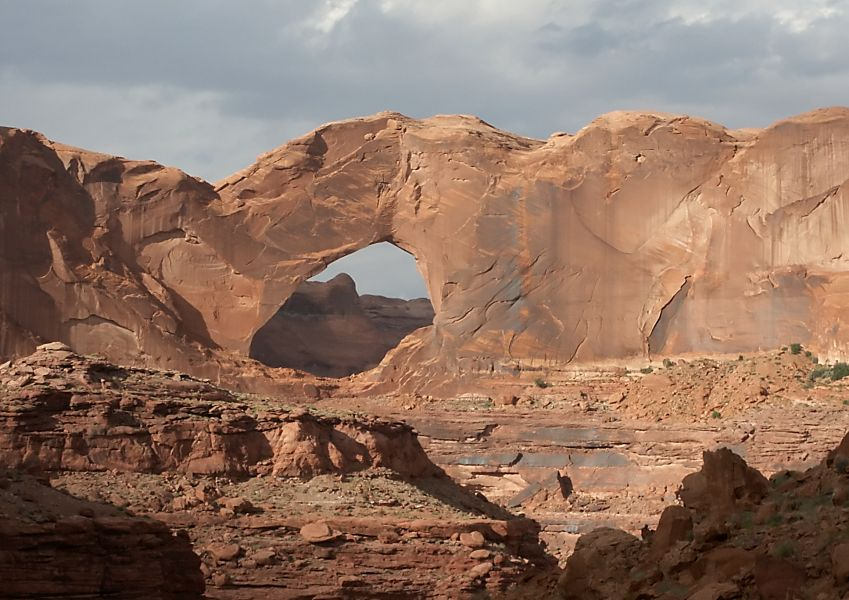
Stevens boltív

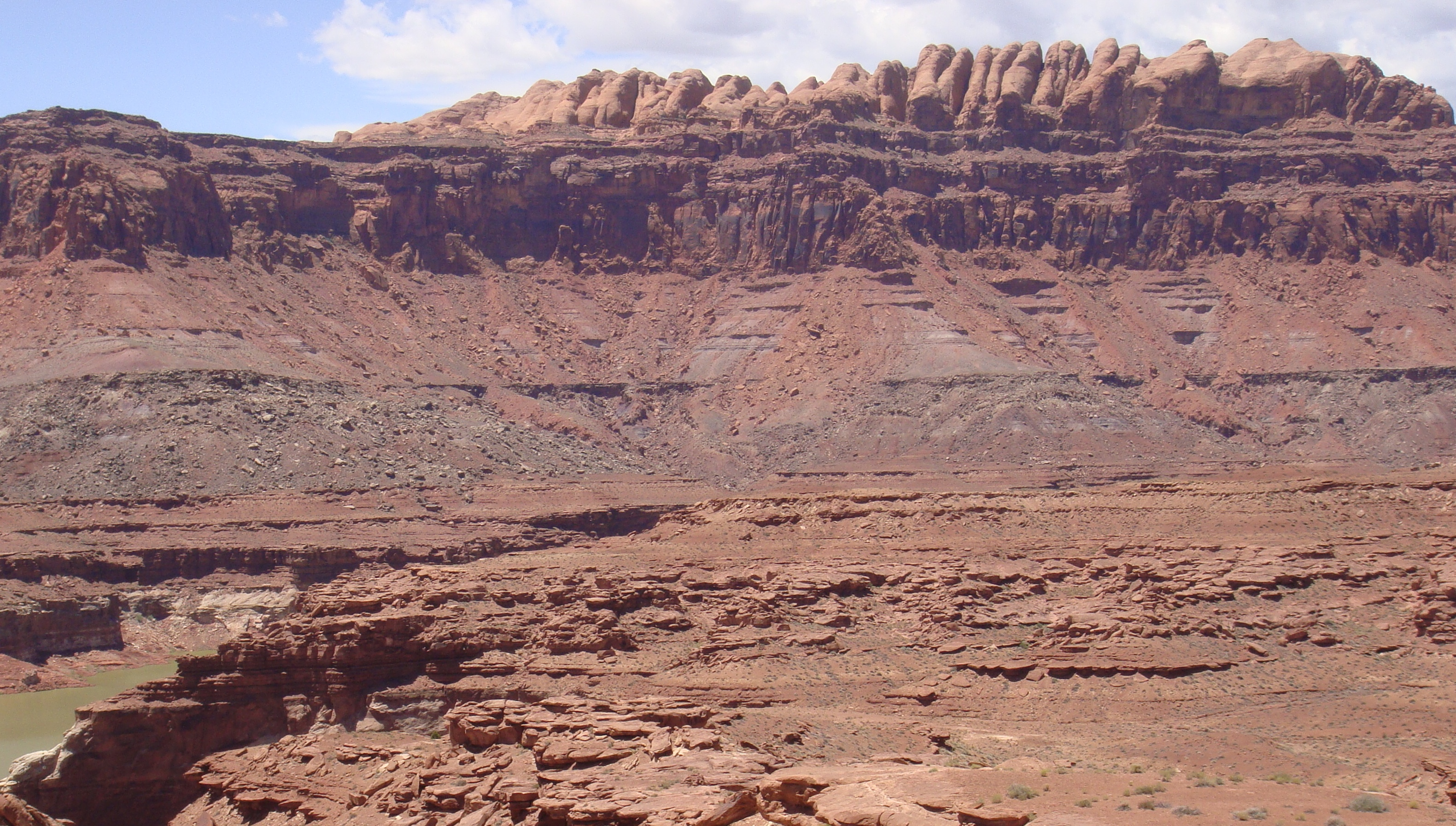
Colorado plató, részlet

## Jellemzők
A Navahó Homokkő változatos formákban jelenik meg: látványos sziklaformák, boltívek, a sivatagból emelkedő, dőlt hegyek (kueszták). A formációk változatos színekben láthatók a különböző ásványi anyagok színező hatása miatt. A Navahó Homokkövet a mellette fekvő jura-korabeli homokkőtől fehér-világos rózsaszín árnyalata, méteres léptékű beágyazódása és az időjárás hatására bekövetkezett jellegzetes lekerekedése különbözteti meg. A látható színek széles skálája a 190 millió éven át formáló talajvíz és felszíni vizek hatásának eredménye.
A Navahó Homokkő kora vitatott. Lehet, hogy a késő triászban keletkezett, de legalább annyira fiatal, mintha a korai jura időszak pliensbachi illetve toarci korszaka.
A Navahó Homokkő nem egy konkrét területről kapta a nevét, hanem az Egyesült Államok délnyugati részén élő területről, melyen navahó indiánok élnek. A két fő alegység a Lamb Point Tongue (Cedar City közelében) és a Shurtz Sandstone Tongue (Kanab közelében).
Az elnevezés 1917-ből ered (Gregory és Stone). 1936-ban a Glen Canyon csoport felső formációjaként írták le. A korára vonatkozó becslést 1961-ben módosították.
A Navahó Homokkő jellegzetes formációi a következő geológiai helyszíneken láthatók, a teljesség igénye nélkül:
- Colorado-fennsík
- Black Mesa Basin(wd)
- Great Basin province
- Paradox Basin
- Piceance Basin
- Plateau sedimentary province
- San Juan Basin
- Uinta Basin
- Uinta Uplift
- Uncompaghre Uplift
- Glen Canyon National Recreation Area
- Grand Staircase-Escalante National Monument
- Zion Nemzeti Park
- Canyonlands Nemzeti Park
- Capitol Reef National Park
- Arches Nemzeti Park
- Dinosaur National Monument
- Colorado National Monument

## Fordítás
Ez a szócikk részben vagy egészben  a   Navajo Sandstone című angol Wikipédia-szócikk ezen változatának fordításán alapul.  Az eredeti cikk szerkesztőit annak laptörténete sorolja fel. Ez a jelzés csupán a megfogalmazás eredetét és a szerzői jogokat jelzi, nem szolgál a cikkben szereplő információk forrásmegjelöléseként.